# 北欧光学望遠鏡

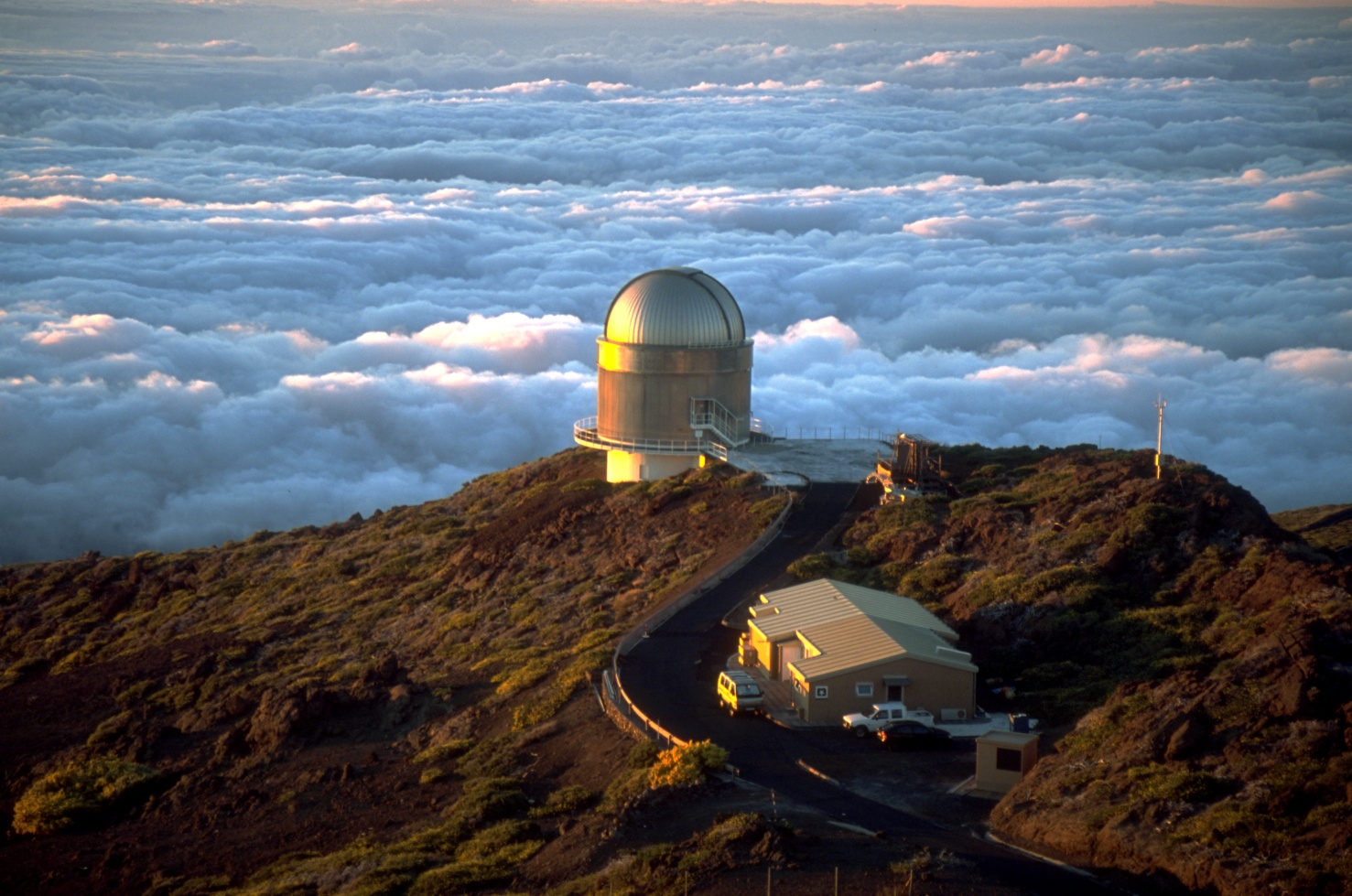
雲海の上　Roque de los Muchachos山頂, ラ・パルマ島

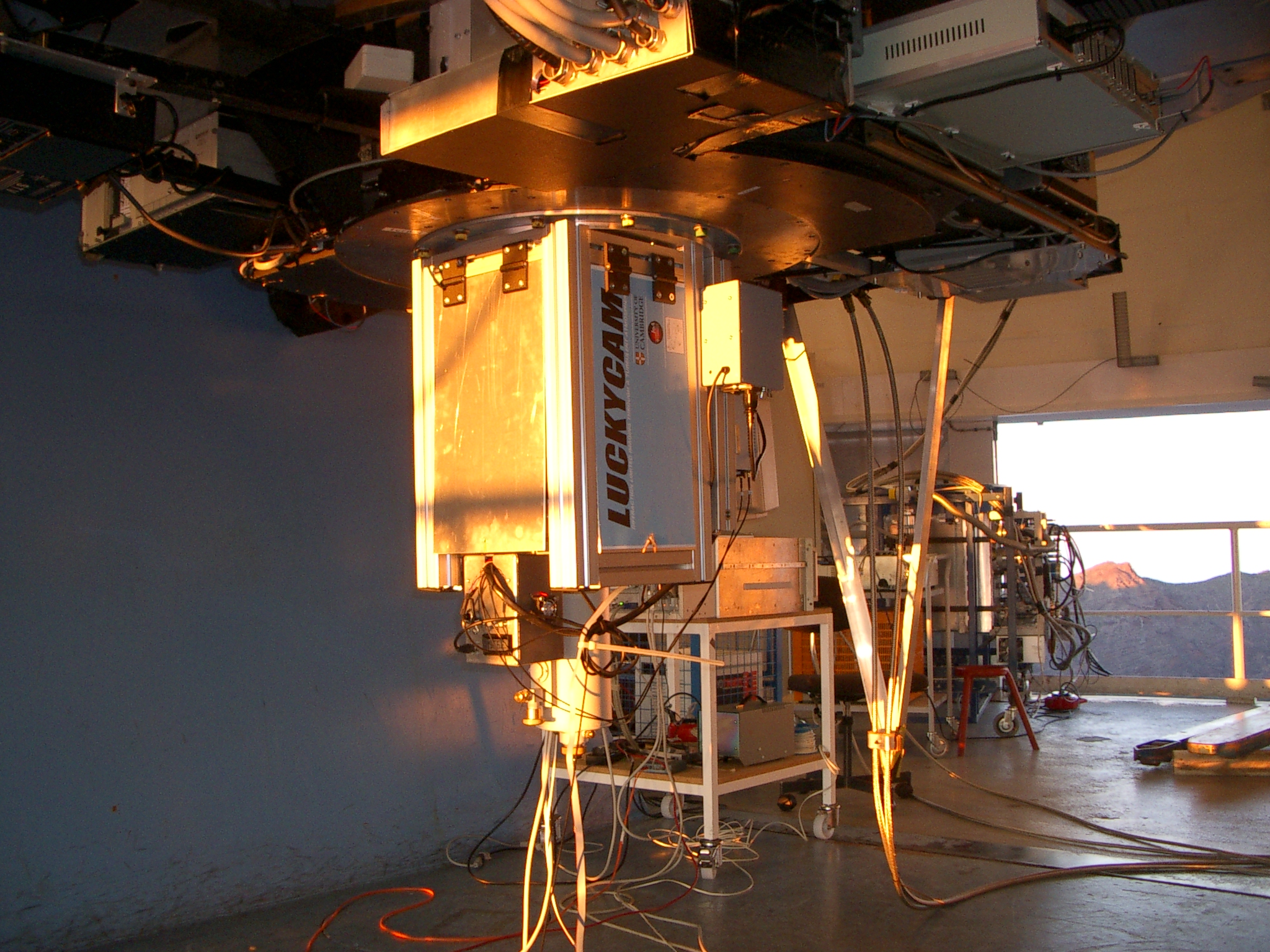
望遠鏡の内部, カセグレン焦点の観測装置

北欧光学望遠鏡（Nordic Optical Telescope 、NOT）とは、スペイン・カナリア諸島ラ・パルマ島のラ・パルマ天文台に設置された望遠鏡である。デンマーク、スウェーデン、アイスランド、ノルウェー、フィンランドが共同で建設し、1988年にファーストライトを迎え1989年から観測を始めた。
NOTの主鏡口径は2.56mである。薄い主鏡のゆがみを補正する能動光学を使用している。
観測装置の仕様は以下のとおり:
- ALFOSC   -- CCD （可視光）4百万画素
- NOTCam   -- 百万画素HgCdTeハワイ赤外線カメラと分光計
- MOSCA    -- 16百万画素CCDカメラ
- SOFIN    -- 高分解能 CCD 分光計 (up to R=170000)
- StanCam  -- Stand-by 1 百万画素 CCDカメラ
- LuckyCam -- 高速度低ノイズL3Vision CCDカメラをlucky imagingに使用
- TURPOL   -- UBVRI Photopolarimeter
- FIES     -- cross-dispersed 高分解能 (up to R=60000) echelle spectrograph, 熱と振動から遮断されている。